# イシデ電
イシデ 電（イシデ でん、女性、1976年 - ）は、日本の漫画家、同人作家。

## 略歴
小学館新人コミック大賞佳作受賞、コミックビーム漫画大賞佳作受賞、などを経て、2003年、『ラブフロムボーイ』『青春年金』が四季賞佳作に選ばれる。
2005年、『月光価千金』が第13回イキマンを受賞し月刊IKKIに掲載され、その後、同誌にて初連載『リアルワールド』 （桐野夏生原作）を開始。完結後に発売された『リアルワールド』の単行本は朝日新聞の書評欄にて取り上げられるなど、高い評価を得た。
2007年、コミックヨシモトにて『HŪS』（フース）を連載。2007年10月2日号をもってコミックヨシモト休刊のため連載は中断。
2008年、自身のブログで連載中の『私という猫』が幻冬舎から出版された。ねこメロ！にて『うばねこ～みぃさまとあたくし～』を連載。2009年4月vol.7をもってねこメロ！休刊のため連載は中断。
2009年に青木俊直、岩岡ヒサエ、志村貴子、谷川史子らと同人サークル「腹ペコ戦隊はしレンジャー」を結成した（2011年7月には吉祥寺ソーラーギャラリーにて「はしレンジャー展」を開催）。同時期に、初のオリジナル長編作品を収録した単行本『月光橋はつこい銀座』を出版した。
2015年、単行本『ラブフロムボーイ』収載の「世界の終わりの、そのあとで」が、映像作家の上田浄介により同名タイトルで自主映画化。福岡インディペンデント映画祭2016優秀作品に選出された。
2016年3月、猫雑貨＆猫ギャラリー「猫の額」（杉並区高円寺）にて個展「墨の猫」を開催。
2018年2月、合同漫画誌『みんみん』を主宰し、創刊0号をコミティア123で販売。執筆者はイシデ電、坂井恵理、鹿島麻耶、ヨコイエミ、とあるアラ子、えすとえむ、藤沢カミヤ、窓ハルカ、さと、オカヤイヅミ、中尊寺まい（ベッド・イン）＋コナリミサト、石川チカ、安永知澄、おざわゆき、山本ルンルン。
手芸を得意にしており、ぬいぐるみや猫をモチーフにした食器などを制作して販売している。2018年8月にはtwitterにて猫型の「海苔立て」を発表し、話題となった。
2019年、1月12日発行の「コミックビーム」2019年2月号にて『猫恋人』の連載が最終回に。また、自身のnoteにて連載中の『私という猫』が第3部をもって完結し、同年2月22日に単行本化されることが明らかにされた。

## 作品リスト
- 『リアルワールド』（原作：桐野夏生）小学館〈IKKIコミックス〉、2007年、上・下巻
- HŪS（原作：後藤ひろひと）掲載誌休刊のため連載中断。
- 『私という猫』幻冬舎〈バーズコミックス スペシャル〉、2008年
- 『月光橋はつこい銀座』幻冬舎〈幻冬舎コミックス〉、2009年、全1巻
  - 『月光橋はつこい銀座』（kindle版）でんや、2016年、全3巻（コミックス版を各2話ずつ収録したもの）
- うばねこ〜みぃさまとあたくし〜　掲載誌休刊のため連載中断。
- 『土曜ランチ!』竹書房、2014年 - 2015年、全2巻
- 『ラブフロムボーイ』朝日新聞出版、2012年、既刊2巻（2巻目はKindle版のみ）
- 『私という猫 〜呼び声〜』幻冬舎〈バーズコミックス スペシャル〉、2013年
- 『私という猫《新装版》』幻冬舎〈バーズコミックス スペシャル〉、2014年（同人誌発表の番外編、書き下ろしを追加[8]）
- 『逃げ腰 怨さんぽ 〜ヘタレ女のミステリーツアー』実業之日本社、2014年
- 『餅巣菓さんに呼ばれる』集英社〈ヤングジャンプコミックス〉、2014年
- 『みやこむーむー』小学館〈ビッグコミックススペシャル〉、2014年
- 『ねこ島出張所の人びと』 （Kindle版）集英社〈マーガレットコミックスDIGITAL〉、2015年、既刊1巻
- 『逆流主婦ワイフ』KADOKAWA／エンターブレイン〈ビームコミックス〉、2015年 - 2016年、全2巻
- 『晴れ間に三日月』集英社〈オフィスユーコミックス〉、2016年
- 『猫恋人』KADOKAWA／エンターブレイン〈ビームコミックス〉、2017年 - 2019年、既刊1巻（連載第1-7話まで収録、巻数表示無し。以降8-14話は単行本化未定）
- 『漫画家さんのおいしいさしいれ』ホーム社〈ホーム社書籍扱コミックス〉、2019年（42人の漫画家によるアンソロジーに寄稿）
- 『私という猫 〜終の道〜』幻冬舎〈バーズコミックス スペシャル〉、2019年2月22日発売
- おいしい二拠点 集英社「＠BAILA」2022年10月26日[9] -